# Daedong Credit Bank
Daedong Credit Bank (DCB) (조선 대성 은행) est une banque nord-coréenne à capitaux étrangers, établie en 1995 et basée à Pyongyang. Cette banque est une des rares à avoir été mise en place sous l'égide d'un ressortissant étranger Nigel Cowie, qui vit et travaille à Pyongyang. C'est un organisme bancaire qui est un interlocuteur et fournisseur de services bancaires aux coentreprises à participation étrangère.
Elle a été créée par le groupe Peregrine Investments Holdings Ltd.
De 1995 à 2000, la société s'appelle la Peregrine Daesong Development Bank, en 1998 le groupe Peregrine Investments Holdings Ltd fait faillite et Nigel Cowie et trois investisseurs acquiert 70% de la société Peregrine Daesong Development Ban.
La société Peregrine Daesong Development Bank change de nom en 2000 pour devenir Daedong Credit Bank.
DCB fait partie, depuis 2013, des établissements sur la liste noire du Trésor des États-Unis pour « son rôle dans le soutien au programme d'armes à destruction massive de Pyongyang »,,. Les sanctions sont aussi tombées sur DCB Financial Limited, et son représentant, Kim Chol-sam, et Son Mun San, chef du bureau des affaires extérieures du Bureau de l'énergie atomique en Corée du Nord.
Entre 2000 et 2011, la Daedong Credit Bank était détenu à 70% et géré par une société des gestionnaires de fonds professionnels. Les 30% restants sont détenus par la Korea Daesong Bank. En 2011, la participation étrangère dans Daedong Credit Bank a été vendue à une entité basée en Chine, le Nice Group.
Elle est rachetée par Koryo Asia Ltd. (Chosun Development and Investments Fund).